# Ficedula hyperythra
El papamoscas cejiníveo (Ficedula hyperythra) es una especie de ave paseriforme de la familia Muscicapidae propia del Himalaya y las montañas del sudeste asiático.

## Distribución y hábitat
Se extiende por las zonas montañosas del sudeste asiático, desde el Himalaya central al sur de China y el este de Indochina, además de las islas de la Sonda y Taiwán. Su hábitat natural son los bosques húmedos tropicales y subtropicales de montaña.